# Stazione di Lecco Maggianico
Stazione di Lecco Maggianico vasútállomás Olaszországban, Lombardia régióban, Lecco településen.

## Vasútvonalak
Az állomást az alábbi vasútvonalak érintik:
- Lecco–Brescia-vasútvonal
- Lecco–Milánó-vasútvonal

## Kapcsolódó állomások
A vasútállomáshoz az alábbi állomások vannak a legközelebb:
- Stazione di Lecco (Stazione di Lecco, S8)
- Stazione di Vercurago-San Girolamo
- Stazione di Calolziocorte-Olginate (stazione di Milano Porta Garibaldi superficie, S8)